# Barszczowice (stacja kolejowa)
Barszczowice (ukr. Борщовичі, ros. Борщовичи) – stacja kolejowa w miejscowości Barszczowice, w rejonie lwowskim, w obwodzie lwowskim, na Ukrainie.
Stacja istniała przed II wojną światową.